# حارة المشواف (ذمار)

تعديل مصدري - تعديل

حارة المشواف هي إحدى حارات مدينة ذمار التابعة لمحافظة ذمار، بلغ تعداد سكانها 267 نسمة حسب تعداد اليمن لعام 2004.